# ジベカシン
ジベカシン (Dibekacin) はアミノグリコシド系抗生物質の一つ。スルベニシリンと併用される。